# 500 mil Indianapolis 1954
500 mil Indianapolis 1954 (oficiálně 38th International 500-Mile Sweepstakes) se jela na okruhu Indianapolis Motor Speedway v Indianapolis v Indianě ve Spojených státech amerických dne 31. května 1954. Závod byl druhým v pořadí v sezóně 1954 šampionátu Formule 1.

## Startovní rošt
| Řada | Vnitřní řada | Vnitřní řada   | Střední řada | Střední řada    | Venkovní řada | Venkovní řada     |
| ---- | ------------ | -------------- | ------------ | --------------- | ------------- | ----------------- |
| 1    | 2            | Jack McGrath   | 19           | Jimmy Daywalt   | 9             | Jimmy Bryan       |
| 2    | 43           | Johnny Thomson | 98           | Chuck Stevenson | 7             | Don Freeland      |
| 3    | 25           | Jimmy Reece    | 16           | Duane Carter    | 17            | Bob Sweikert      |
| 4    | 1            | Sam Hanks      | 34           | Troy Ruttman    | 35            | Pat O'Connor      |
| 5    | 24           | Cal Niday      | 73           | Mike Nazaruk    | 15            | Johnnie Parsons   |
| 6    | 12           | Rodger Ward    | 31           | Gene Hartley    | 15            | Bill Homeier      |
| 7    | 14           | Bill Vukovich  | 32           | Ernie McCoy     | 10            | Tony Bettenhausen |
| 8    | 88           | Manny Ayulo    | 74           | Andy Linden     | 77            | Fred Agabashian   |
| 9    | 28           | Larry Crockett | 33           | Len Duncan      | 45            | Art Cross         |
| 10   | 38           | Jim Rathmann   | 65           | Spider Webb     | 99            | Jerry Hoyt        |
| 11   | 27           | Ed Elisian     | 5            | Paul Russo      | 71            | Frank Armi        |

### Náhradníci
- První náhradník: Eddie Johnson (#26)

### Jezdci, kteří se nekvalifikovali
- Henry Banks (#26) - Odstoupil
- Wally Campbell (#66, #81) - Pokazil nováčkovský test
- Bob Christie (#66)
- George Connor (#27) - Odstoupil
- Jimmy Davies (#53)
- Billy Devore (#93)
- Duke Dinsmore (#62, #67)
- Walt Faulkner (#44, #97)
- Pat Flaherty (#39, #89)
- George Fonder (#33, #36)
- Potsy Goacher (#67)
- Cliff Griffith (#22)
- Al Herman (#36)
- Bill Holland (#38)
- Frank Mundy (#41)
- Duke Nalon (#8)
- Danny Oakes (#47, #49)
- Eddie Russo (#37)
- Eddie Sachs (#54)
- Bob Scott (#18, #21)
- Joe Sostilio (#45)
- Marshall Teague (#3)
- George Tichenor (#22)
- Johnnie Tolan (#69)
- Lee Wallard (#99) - Odstoupil
- Leroy Warriner (#67) - Zranění
- Chuck Weyant (#52)

## Závod
| Poř. | Pořadí na startu | No. | Jezdec | Konstruktér              | Kvalifikace | Pořadí v kvalifikaci | Počet kol | Kola ve vedení | Čas/Odstoupení    | Body |
| ---- | ---------------- | --- | --- | ------------------------ | ----------- | -------------------- | --------- | -------------- | ----------------- | ---- |
| 1    | 19               | 14  | Bill Vukovich | Kurtis Kraft-Offenhauser | 138.470     | 14                   | 200       | 90             | 3:49:17.27        | 8    |
| 2    | 3                | 9   | Jimmy Bryan | Kuzma-Offenhauser        | 139.660     | 5                    | 200       | 46             | + 1:09.95         | 6    |
| 3    | 1                | 2   | Jack McGrath | Kurtis Kraft-Offenhauser | 141.030     | 1                    | 200       | 47             | + 1:19.73         | 5    |
| 4    | 11               | 34  | Troy Ruttman (Vystřídal ho Duane Carter)                                                                                 | Kurtis Kraft-Offenhauser | 137.730     | 31                   | 200       | 0              | + 2:52.68         | 1,5  |
| 5    | 14               | 73  | Mike Nazaruk | Kurtis Kraft-Offenhauser | 139.580     | 6                    | 200       | 0              | + 3:24.55         | 2    |
| 6    | 24               | 77  | Fred Agabashian | Kurtis Kraft-Offenhauser | 137.740     | 30                   | 200       | 0              | + 3:47.55         |      |
| 7    | 6                | 7   | Don Freeland | Phillips-Offenhauser     | 138.330     | 16                   | 200       | 0              | + 4:13.35         |      |
| 8    | 32               | 5   | Paul Russo (Vystřídal ho Jerry Hoyt)                                                                                     | Kurtis Kraft-Offenhauser | 137.670     | 32                   | 200       | 0              | + 5:01.17         |      |
| 9    | 25               | 28  | Larry Crockett | Kurtis Kraft-Offenhauser | 139.550     | 8                    | 200       | 0              | + 7:07.24         |      |
| 10   | 13               | 24  | Cal Niday | Stevens-Offenhauser      | 139.820     | 3                    | 200       | 0              | + 7:07.69         |      |
| 11   | 27               | 45  | Art Cross (Vystřídal ho Johnnie Parsons) (Vystřídal ho Sam Hanks) (Vystřídal ho Andy Linden) (Vystřídal ho Jimmy Davies) | Kurtis Kraft-Offenhauser | 138.670     | 13                   | 200       | 8              | + 8:22.19         |      |
| 12   | 5                | 98  | Chuck Stevenson (Vystřídal ho Walt Faulkner)                                                                             | Kuzma-Offenhauser        | 138.770     | 12                   | 199       | 0              | + 1 kolo          |      |
| 13   | 22               | 88  | Manny Ayulo | Kuzma-Offenhauser        | 138.160     | 22                   | 197       | 0              | + 3 kola          |      |
| 14   | 9                | 17  | Bob Sweikert | Kurtis Kraft-Offenhauser | 138.200     | 21                   | 197       | 0              | + 3 kola          |      |
| 15   | 8                | 16  | Duane Carter (Vystřídal ho Marshall Teague) (Vystřídal ho Jimmy Jackson) (Vystřídal ho Tony Bettenhausen)                | Kurtis Kraft-Offenhauser | 138.230     | 19                   | 196       | 0              | + 4 kola          |      |
| 16   | 20               | 32  | Ernie McCoy | Kurtis Kraft-Offenhauser | 138.410     | 15                   | 194       | 0              | + 6 kol           |      |
| 17   | 7                | 25  | Jimmy Reece | Pankratz-Offenhauser     | 138.310     | 17                   | 194       | 0              | + 6 kol           |      |
| 18   | 31               | 27  | Ed Elisian (Vystřídal ho Bob Scott)                                                                                      | Stevens-Offenhauser      | 137.790     | 29                   | 193       | 0              | + 7 kol           |      |
| 19   | 33               | 71  | Frank Armi (Vystřídal ho George Fonder)                                                                                  | Kurtis Kraft-Offenhauser | 137.670     | 33                   | 193       | 0              | + 7 kol           |      |
| 20   | 10               | 1   | Sam Hanks (Vystřídal ho Jimmy Davies) (Vystřídal ho Jim Rathmann)                                                        | Kurtis Kraft-Offenhauser | 137.990     | 25                   | 191       | 1              | Smyk              |      |
| 21   | 12               | 35  | Pat O'Connor | Kurtis Kraft-Offenhauser | 138.080     | 23                   | 181       | 0              | Smyk              |      |
| 22   | 16               | 12  | Rodger Ward (Vystřídal ho Eddie Johnson)                                                                                 | Pawl-Offenhauser         | 139.920     | 2                    | 172       | 0              | Odstoupil         |      |
| 23   | 17               | 31  | Gene Hartley (Vystřídal ho Marshall Teague)                                                                              | Kurtis Kraft-Offenhauser | 139.060     | 10                   | 168       | 0              | Spojka            |      |
| 24   | 4                | 43  | Johnny Thomson (Vystřídal ho Andy Linden) (Vystřídal ho Jimmy Daywalt)                                                   | Nichels-Offenhauser      | 138.780     | 11                   | 165       | 0              | Odstoupil         |      |
| 25   | 23               | 74  | Andy Linden (Vystřídal ho Bob Scott)                                                                                     | Schroeder-Offenhauser    | 137.820     | 27                   | 165       | 0              | Zavěšení          |      |
| 26   | 30               | 99  | Jerry Hoyt | Kurtis Kraft-Offenhauser | 137.820     | 28                   | 130       | 0              | Motor             |      |
| 27   | 2                | 19  | Jimmy Daywalt | Kurtis Kraft-Offenhauser | 139.780     | 4                    | 111       | 8              | Nehoda            |      |
| 28   | 28               | 38  | Jim Rathmann (Vystřídal ho Pat Flaherty)                                                                                 | Kurtis Kraft-Offenhauser | 138.220     | 20                   | 110       | 0              | Nehoda            |      |
| 29   | 21               | 10  | Tony Bettenhausen | Kurtis Kraft-Offenhauser | 138.270     | 18                   | 105       | 0              | Ložisko           |      |
| 30   | 29               | 65  | Spider Webb (Vystřídal ho Danny Kladis)                                                                                  | Bromme-Offenhauser       | 137.970     | 26                   | 104       | 0              | Palivové čerpadlo |      |
| 31   | 26               | 33  | Len Duncan (Vystřídal ho George Fonder)                                                                                  | Schroeder-Offenhauser    | 139.210     | 9                    | 101       | 0              | Brzdy             |      |
| 32   | 15               | 15  | Johnnie Parsons | Kurtis Kraft-Offenhauser | 139.570     | 7                    | 79        | 0              | Motor             |      |
| 33   | 18               | 51  | Bill Homeier | Kurtis Kraft-Offenhauser | 138.000     | 24                   | 74        | 0              | Nehoda            |      |

Poznámky
1. ↑  Jack McGrath získal jeden bod za zajetí nejrychlejšího kola.

## Průběžné pořadí po závodě
Pohár jezdců
|        | Pořadí | Jezdec                | Body |
| ------ | ------ | --------------------- | ---- |
|        | 1      | Juan Manuel Fangio    | 8    |
| 16     | 2      | Bill Vukovich         | 8    |
| 1      | 3      | Nino Farina           | 6    |
| 14     | 4      | Jimmy Bryan           | 6    |
| 2      | 5      | José Froilán González | 5    |
| Zdroj: |        |                       |      |